# Erebus Glacier Tongue
Erebus Glacier Tongue är en glaciär i Antarktis. Den ligger i Östantarktis. Nya Zeeland gör anspråk på området.
Terrängen runt Erebus Glacier Tongue är kuperad. Trakten är glest befolkad. Närmaste befolkade plats är McMurdo Station, 16,2 kilometer söder om Erebus Glacier Tongue. 